# Saint-Marcellin (Québec)
Pour les articles homonymes, voir Saint-Marcellin.
Saint-Marcellin est une municipalité de paroisse dans la municipalité régionale de comté (MRC) de Rimouski-Neigette au Québec (Canada), située dans la région administrative du Bas-Saint-Laurent.

## Toponymie
Elle est nommée en l'honneur du Pape Marcellin.

## Géographie
La rivière Neigette traverse le sud-est de la municipalité du sud-est vers le nord-est.
La rivière Noire traverse le sud-est vers le nord-ouest jusqu'à sa confluence avec la rivière Neigette.
La Petite rivière Neigette traverse le nord-ouest vers le nord.
À partir du lac Lunettes, dans le sud-ouest, la rivière Lunettes coule vers le nord-ouest.
La rivière Ferrée traverse le sud-ouest vers le nord-ouest. 

## Démographie
| 1996 | 2001 | 2006 | 2011 | 2016 | 2021 |
| ---- | ---- | ---- | ---- | ---- | ---- |
| 313  | 335  | 357  | 323  | 353  | 397  |

## Administration
Les élections municipales se font en bloc pour le maire et les six conseillers.
| Saint-Marcellin Maires depuis 2001                                                                                   |                      |         |          |
| Élection | Maire                | Qualité | Résultat |
| 2001 | Pierre Côté          |         | Voir     |
| 2005 | Sarto Roy            |         | Voir     |
| 2009 | Sarto Roy            | Voir    |          |
| 2013 | André-Pierre Vignola |         | Voir     |
| 2017 | Paul-Émile Lévesque  |         | Voir     |
| 2021 | Julie Thériault      |         | Voir     |
| Élection partielle en italique Depuis 2005, les élections sont simultanées dans toutes les municipalités québécoises |                      |         |          |

## Attraits culturels
Depuis août 2002, les habitants de la municipalité y organisent la Feste médiévale, une reconstitution d'un bourg de l'an mil avec sa tour de guet de 15 mètres, son trébuchet, son marché public et un campement viking. On peut assister à des joutes, des démonstrations de combats d’épée de lame vive, des concours de tirs à l’arc, à la hache et à la lance, des spectacles de cracheurs de feu, des animations musicales, des activités d'interprétation historique ainsi qu'au banquet du seigneur. Le trébuchet a été construit par les chevaliers de l’Association Médiévale de Québec et effectue des tirs réels.